# Nacaeus sulciger
Nacaeus sulciger är en skalbaggsart som beskrevs av Ulrich Irmler 2003. Nacaeus sulciger ingår i släktet Nacaeus och familjen kortvingar. Inga underarter finns listade i Catalogue of Life.